# Axonolaimus similis
Axonolaimus similis is een rondwormensoort uit de familie van de Axonolaimidae.